# Olga de Rússia (reina de Württemberg)

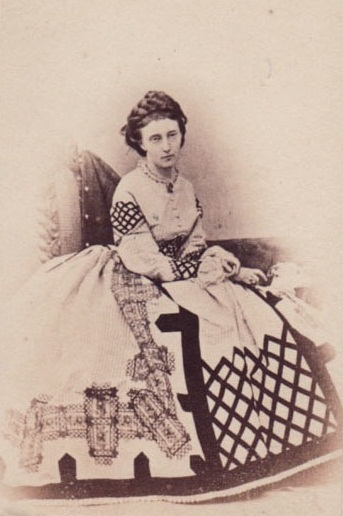
La gran duquessa Olga Nicolaievna de Rússia, reina de Württemberg.

Olga de Rússia, reina de Wúrttemberg (Sant Petersburg 1822 - Friederichshafen 1890). Gran duquessa de Rússia amb el tractament d'altesa imperial que a través del seu matrimoni amb el rei Carles I de Württemberg esdevingué reina d'aquest estat meridional d'Alemanya.
Nada l'11 de setembre de 1822 a la ciutat de Sant Petersburg, capital de Rússia, essent filla del tsar Nicolau I de Rússia i de la princesa Carlota de Prússia. Olga era neta per via paterna del tsar Pau I de Rússia i de la duquessa Sofia de Württemberg i per via paterna del rei Frederic Guillem III de Prússia i de la duquessa Lluïsa de Mecklenburg-Strelitz.
Atractiva, culta i intel·ligent, Olga va créixer en un ambient familiar junt amb els seus germans i germanes. El tsar Nicolau I de Rússia desitjava que Olga realitzés un matrimoni dinàstic, ja que alguns dels seus germans s'havien casat amb membres de la reialesa poc significants.
Diverses havien estat les unions entre la casa de Württemberg i la casa imperial de Rússia, el tsar Pau I de Rússia s'havia casat amb la duquessa Sofia de Württemberg, o el rei Guillem I de Württemberg ho havia fet amb la gran duquessa Caterina de Rússia.
El 13 de juliol de 1846, la gran duquessa Olga contragué matrimoni a Peterhoff amb el príncep hereu i després rei Carles I de Württemberg, fill del rei Guillem I de Württemberg i de la duquessa Paulina de Württemberg. La parella s'havia vist per primera vegada a Palerm mesos abans i després de poques trobades es fixà la data del matrimoni.
La parella no tingué fills, molt probablement per l'homosexualitat de Carles. Notoris foren els escàndols en què el príncep i llavors rei es veié involucrat, el més notori ocorregué el 1888 quan elevà a la categoria de baró Savage a un camarlenc de la Cort d'origen estatunidenc anomenat Charles Woodcock.
L'any 1870, Olga i Carles adoptaren a la gran duquessa Vera de Rússia, filla del gran duc Constantí de Rússia i de la princesa Alexandra de Saxònia-Altenburg.
L'any 1864 morí el rei Guillem I de Württemberg i accedí al tron Carles amb el títol de rei de Württemberg. Olga es convertí d'aquesta forma en reina consort.
Sense fills propis, Olga es dedicà la seva vida a qüestions socials. Especialment interessada en l'educació de les nenes i en el futur dels veterans de l'exèrcit württemburguès. Finançà la construcció d'un hostptial. Per totes aquestes qüestions esdevingué considerablement popular entre la població de Württemberg.
En els últims anys de la seva vida escrigué una llibre de memòries destinat a explicar la seva infantesa a la Cort de Sant Petersburg; la pèrdua d'un ésser molt estimat, la seva germana Alexandra de Rússia; la seva vida adulta i el seu matrimoni a la Cort de Württemberg. El llibre fou dedicat a les seves nebodes, les grans Vera de Rússia i Olga de Rússia.
Olga morí el 30 d'octubre de 1892 a la localitat meridional de Friederichshafen i fou enterrada a la Cripta Reial de la Palau de Stuttgart.